# Doris Wells
Doris Wells (sinh ra là Doris María Buônafina; sinh ra Caripito, ngày 28 tháng 10 năm 1941 - qua đời ở Venezuela, ngày 20 tháng 9 năm 1988) là một nữ diễn viên, nhà văn và nhà sản xuất người Venezuela.
Những lần xuất hiện trên truyền hình nổi tiếng nhất của bà là ở Campeones, La trepadora, La Hora, Historia de tres hermanas, Renzo el Gitano, Amor Salvaje, Regina Carbonell, El Mulato và La fiera. Sau lần cuối cùng, Wells tuyên bố nghỉ hưu dứt khoát với các vở kịch xà phòng và bà ra mắt với tư cách nhà văn và nhà sản xuất với bộ phim truyền hình Porcelana (năm 1981). Năm 1985, bà đóng vai nhân vật chính trong bộ phim Oriana (do Fina Torres viết), đã giành giải Máy ảnh vàng tại Liên hoan phim Cannes. Bà đã nghỉ hưu từ truyền hình vào năm 1986 ngay sau khi tổ chức chương trình trò chơi Concurso millonario.

## Cuộc sống cá nhân & qua đời
Bà và chồng, William Risquez Iribarren, một luật sư giàu có, có ba đứa con (Marielba, Xavier và Verónica). Ông qua đời đột ngột vào năm 1983. Wells qua đời vào ngày 20 tháng 9 năm 1988, ở tuổi 46, vì một căn bệnh hiếm gặp.